# Amaliya Sharoyan
Amaliya Sharoyan, född 19 juni 1988, är en armenisk friidrottare. Hon deltog vid olympiska sommarspelen 2016.